# 藤山顕一郎
藤山 顕一郎（ふじやま けんいちろう、1945年 - ）は、日本の映画監督。妹は歌手の藤山ジュンコ。

## 人物
1945年大阪府大阪市生。青山学院大学時代には全学共闘会議活動家。1970年東映京都撮影所入社。『仁義なき戦い』『蒲田行進曲』『復活の日』『青春の門』などの助監督を経て1988年ハリウッド映画のプロデューサーに転じる。2009年「We 命尽きるまで」監督。
この「We 命尽きるまで」では挿入歌「WE SHALL OVER COME」を実妹の藤山ジュンコが歌っている。